# 李哲 (政治家)
李 哲（イ・チョル、朝鮮語: 이철、1948年3月18日 - ）は、大韓民国の民主化運動家、政治家。第12・13・14代韓国国会議員、第2代韓国鉄道公社社長を歴任した。
本貫は永川（または寧川）李氏。

## 経歴
慶尚南道晋州府（現・晋州市）出身。京畿高等学校、ソウル大学校文理科大学文学部社会学科卒。3選改憲反対闘争委員会全国学生代表委員、全国民主青年学生総連盟議長、統一民主党城北地区党委員長、民主化推進協議会共同議長秘書室長・常任運営委員、野圏統合推進委員会共同代表、民主党総裁特別補佐役・事務総長、民主党院内総務、国民統合推進会議総会議長、国民統合21地区党委員長、東京大学客員研究員、早稲田大学客員研究員、政治社会改革連帯代表、第2代韓国鉄道公社社長を務めた。

## エピソード
非常軍法会議で死刑判決を受けた。その後、光州事件の関係で再び投獄された。
第12代国会議員任期中の1986年7月、「民主化闘争の殉教者になってみよう」という配布物を駐韓外国大使館や報道機関に配ったため、1987年4月に政府を誹謗中傷した疑いによりソウル地方検察庁公安部に起訴された。
国民統合21の地区党委員長を務めたが、2002年の大統領選挙候補の鄭夢準と盧武鉉の単一化の議論による対立により、同年12月にほか63名と共に離党した。
韓国鉄道公社社長は2005年6月に就任し、就任当初は経営が正常化するまで月給を1ウォンだけもらうと発言し話題になって、任期中の2007年に黒字決算を成し遂げ、経営正常化の目標を達成したため、2008年1月21日に辞職した。